# باولا بادجي
باولا بادجي (بالإيطالية: Paola Paggi)‏ (6 ديسمبر 1976 في إيطاليا - ) هي لاعبة كرة طائرة من إيطاليا في مركز وسط ‏. شاركت في الألعاب الأولمبية الصيفية 2000. ولعبت مع Volley Bergamo ‏.

## وصلات خارجية
- باولا بادجي على موقع الاتحاد الدولي beach volleyball database (الإنجليزية)
- باولا بادجي على موقع الاتحاد الأوروبي (الإنجليزية)
- باولا بادجي على موقع قاعدة بيانات الكرة الطائرة الشاطئية (الإنجليزية)
- باولا بادجي على موقع عالم الكرة الطائرة (الإنجليزية)
- باولا بادجي على موقع دوري الدرجة الأولى الإيطالي للكرة الطائرة - سيدات (الإيطالية)
- باولا بادجي على موقع أوليمبيديا (الإنجليزية)